# عشبية حليزنية حمراء مبيضة
عشبية حليزنية حمراء مبيضة (الاسم العلمي: Herbaspirillum rubrisubalbicans) هي نوع من البكتيريا، سلبية الغرام، تتبع جنس عشبية حليزنية.